# Emirat d'Àrkuix
L'emirat d'Arkush o Àrkuix va ser un petit estat independent que es va formar arran la descomposició del Califat de Còrdova i va existir entre els anys 1011/12 i 1068/69, al voltant d'Arkush (Arcos de la Frontera).

## Emirat dels Banu Khazrun
Els Banu Khazrun eren amazics del grup zeneta que va entrar a la península Ibèrica en l'època d'Almansor i que com altres grups semblants va buscar la manera de sobreviure en els convulsos temps del final del Califat de Còrdova. El seu cap, Muhàmmad ibn Khazrun ibn Àbdun-al-Khazari va ocupar Arcos (v. 1012), sent reconegut també per Xerès. Va resistir els embats d'Al-Mútadid de Sevilla amb la seva política expansiva. El va succeir (1029/30) son fill Àbdun ibn Muhàmmad, que va ser assassinat pel seu enemic sevillà, juntament amb els emirs de Morón i Ronda, l'any 1053. El va succeir son germà, Muhàmmad ibn Muhàmmad, que després de suportar la pressió sevillana durant tot el seu regnat, li va oferir l'emirat a Badis de Granada a canvi de protecció. Muhàmmad va sortir cap a Granada protegit per tropes de Badis, però van ser atacats pel camí pels sevillans, que els van matar i van annexionar Arcos (1068/69).

### Llistat d'Emirs
- Muhàmmad ibn Khizrun ibn Abdun al-Khazarí Imad-ad-Dawla (1012/1030)
- Abdun ibn Muhàmmad (1030/1053)
- Muhàmmad ibn Muhàmmad al-Qàïm (1053-1068)

## Història posterior
El 1091 Arcos i Xerès foren conqueriedes pels almoràvits, i el 1145 Còrdova va apoderar-se de la zona però de seguida va passar al regne de Granada.
Del 1145 al 1147 Arcos i Xerès tornaren a ser breument un emirat autònom, sota dependència de l'emir de Granada. L'emir va ser Abu l-Qasim Ahyal conegit com Aben Garrum (Ibn Garrum). El 1147 va ser ocupat pels almohades. El 1190 va servir de base als almohades per la seva campanya a Portugal; al-Sayyid Yakub ben Abi Hafs, cosi del sobirà Yakub al-Mansur, va sortir d'Arcos per atacar Silves, mentre Yakub anava en persona a atacar Torres Novas i Tomar.
El 1229 va passar a Múrcia i el 1231 a Sevilla, tornant a Múrcia el 1233 fins al 1238 que els almohades la van recuperar. El 1242 va caure en poder dels Hàfsides de Tunis. El 1250 els castellans van conquerir Arcos i pocs anys després conqueriran també Xerès (1255). El 1261 els habitants musulmans es van revoltar i van resistir fins al 1264 en què foren sotmesos per Alfons X el Savi.
Durant dos segles fou fortalesa fronterera amb Granada (1250-1452) i per això va afegir al seu nom àrab, traduït com Arcos, l'indicatiu "de la frontera".